# Південноморавський край
Південноморавський край (чеськ. Jihomoravský kraj) — адміністративна одиниця Чехії, розташований на півдні історичної області Моравія.
Поряд із державним кордоном зі Словаччиною й Австрією, край межує з Південночеським, Пардубіцьким, Оломоуцьким, Злінським та Височінським краями Чехії.
Столиця краю — місто Брно.
Гора Чапец (819 метрів над рівнем моря) є найвищою точкою регіону, найнижча точка розташована у місці впадіння річки Тайя до Морави (150 метрів вище рівня моря).
Всього у краї 672 населених пункти, в тому числі 48 міст. На площі 7 196,5 км² проживає приблизно 1,13 млн осіб (за даними перепису 2005 року). Густота населення становить 159 жителів на 1 квадратний кілометр (для порівняння, в середньому по Чехії — 130 жителів на 1 квадратний кілометр).

## Основні міста
- Брно
- Бланско
- Бржецлав
- Годонін
- Вишков
- Зноймо

## Економіка і транспорт
Сільське господарство має у Південноморавському краї давні традиції. На 60 % площі регіону вирощується зерно, цукровий буряк, виноград та фрукти. Валовий національний продукт регіону є другим за величиною в Чехії. При цьому найбільшу долю в економіці мають переробна промисловість та сільське господарство. Важливою галуззю є виноробство, у Південній Моравії виробляють понад 90 % чеського вина. Міжнародне економічне співробітництво розвивається у єврорегіоні Помораві, що включає Вайнфіртель, Південну Моравію та Західну Словаччину.
Адміністративний центр краю — місто Брно є також важливим центром торгівлі, в якому проводяться великі ярмарки. Щороку в місті проводиться близько 50 різних галузевих ярмарків. Місто також є й науковим центром, в ньому розташовано низку наукових закладів та науково-дослідних інститутів.
Брно — важливий залізничний вузол, розташований на перетині залізничних магістралей, що пов'язують Прагу, Відень, Братиславу, Сілезію і Краків.
Місто Брно також пов'язано автомагістралями з Прагою та Братиславою (й далі — з Віднем).
Міжнародний аеропорт Брно-Туржани розташовано неподалік від столиці регіону.
У Брно розташовано 6 вищих навчальних закладів, де навчається п'ята частина всіх студентів Чехії.

## Туризм
Південноморавський край приваблює туристів як історичною архітектурою, так і природними пам'ятками.
На півночі регіону розташовані гори з численними печерами й найглибшим каньйоном Чехії Macocha глибиною 138 метрів. Насамперед є Кійовське передгір'я.
На півдні — безліч ставів, де розводять водоплавних птахів, до яких примикає територія біосферного заповідника Палава (Pálava) й культурні ландшафти паркових комплексів Лєдніце-Валтіце (Lednice-Valtice).
На водосховищі Нове Млини (Nové Mlýny) розвиваються водні види спорту.
У Євишовице (Jevišovice) знаходиться найстаріше водосховище в Моравії (1897), а в селищі Слуп (Slup) зберігся старовинний млин XVI століття. В містечку Іванчице (Ivančice) щорічно проводиться свято спаржі.

## Галерея

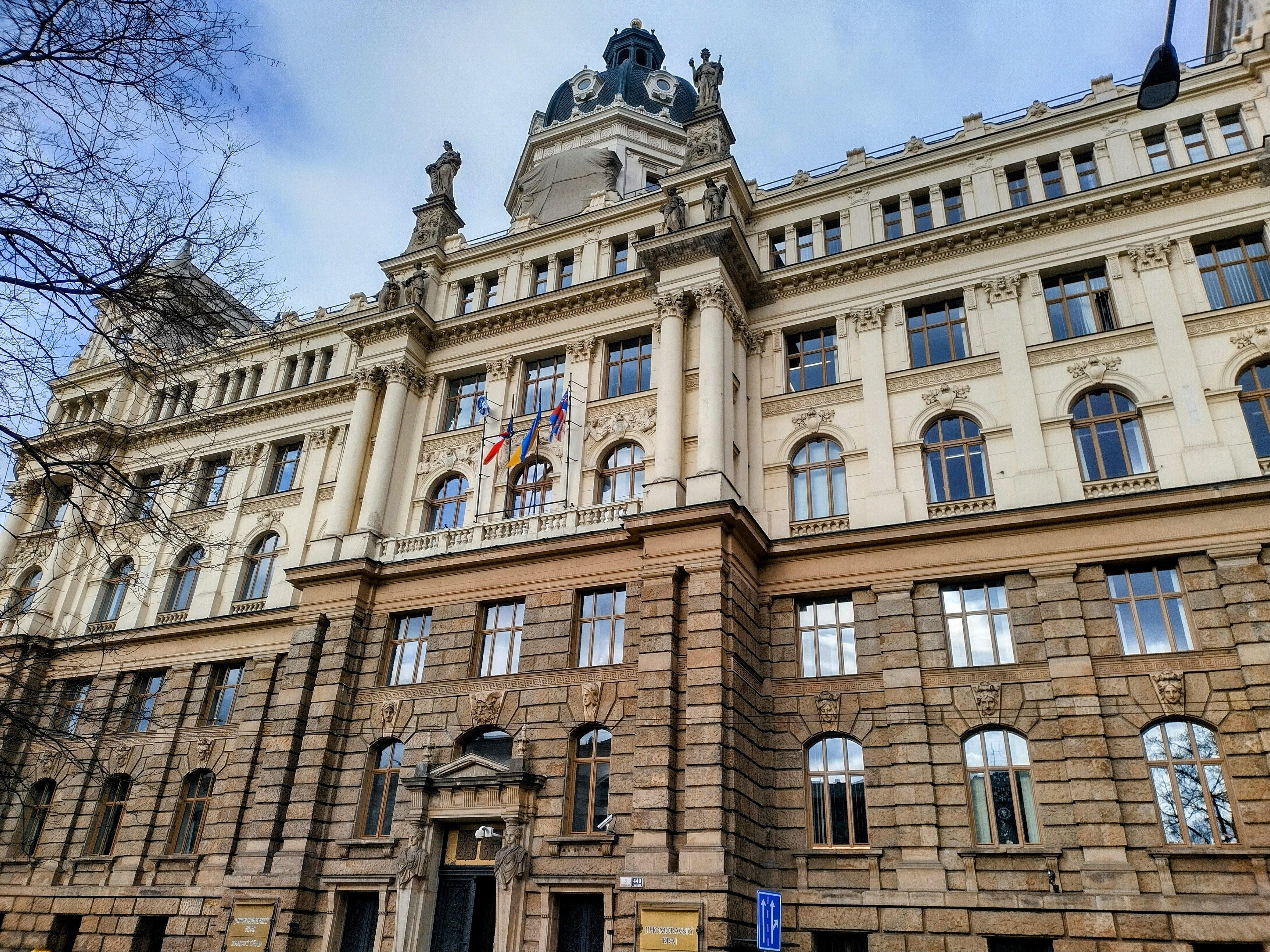
Будівля уряду у Брно